# Euagrotis beata
Euagrotis beata är en fjärilsart som beskrevs av Augustus Radcliffe Grote 1883. Euagrotis beata ingår i släktet Euagrotis och familjen nattflyn. Inga underarter finns listade i Catalogue of Life.